# サムス・ディターナ
サムス・ディターナ（Samsu-ditāna）は、古代メソポタミアの都市国家・バビロン第1王朝の王。
しもべの印鑑には楔形文字でsa-am-su-di-ta-naと刻まれている。アムル人またはバビロン第1王朝の最後の王。在位期間は低年代説によると紀元前1582年から紀元前1562年、中年代説によると紀元前1625年から紀元前1595年で31年間統治した。サムス・ディターナの治世は、ヒッタイトの手によってバビロンが突然陥落したことで最もよく知られている。

## 略歴
サムス・ディターナはハンムラビの曾孫であり、バビロニア王国はハンムラビの下で最盛期を迎えて以降かなり縮小していたが、それでもバビロンとユーフラテス川からマリとテルカまで北上していた。サムス・ディターナの年名には戦争をしたり、記念碑的な建造物を建てたことが記されていないため、ほとんどの場合、サムス・ディターナは本拠地に留まっていたと思われる。彼らは神々への敬虔な贈り物と自分自身に捧げられた像の建立についてである。サムス・ディターナの碑文はいずれも現存していない。バビロン第二王朝（海の国王朝）の第6代王・Gulkišarの王道叙事詩には、サムス・ディターナに対する敵対心が描かれている。
サムス・ディターナは明らかに攻撃を恐れていたようだが、現存するtamituのテキストや、神々シャマシュとアダドに宛てた神託の質問には、7人の「反逆者」である敵の名が記されている。しかし、バビロニアの国家が衰退していたため、サムス・ディターナはそれを防ぐことができなかかった。最終的なクーデターは予期せぬところから起こり、紀元前1595年（中年代）、紀元前1531年（低年代）にヒッタイト人の王ムルシリ1世の襲撃を受け、バビロンは略奪され、完全に荒廃した。『初期の王の年代記』には、次のように辛辣に報告されている。「サムス・ディターナの時、ヒッタイト人はアッカドに向かって進軍した」。ムルシリ1世は以前、ハルパ（古代アレッポ）に対する日和見的な反乱で採用した戦略で、永続的な占領を試みることなく、略奪品と捕虜を奪い取るためだけに征服した。ヒッタイト人の説明は、テレピヌの勅令に現れ、次のように述べている。「その後、彼はバビロンに進軍し、バビロンを滅ぼし、フーリアン軍を打ち破り、バビロンの捕虜と財産をハツサに運んだ。」
ムルシリ1世は、バビロンの神マルドゥクとその従者サルパニットの像を押収し、Haniに移送したが、24年後のカッシート朝の王アグム2世の治世まで回収されることはなかった。バビロンは廃墟と化したままで、カッシート朝の出現まで再占領されることはなかったが、Tell Muḥammadの文書によれば、Šipta'ulziの統治のために再定住してからの年数で年代が決定されている。